# Pelargonium odoratissimum
Pelargonium odoratissimum gehört zur Gattung Pelargonium innerhalb der  Familie der Storchschnabelgewächse (Geraniaceae). Die Art wurde 1753 von Linné als Geranium odoratissimum erstbeschrieben. Danach wurde sie mehrfach umkombiniert, so dass eine Vielzahl von Synonymen existiert.

## Beschreibung

### Vegetative Merkmale
Die Art wächst als Kleinstrauch mit sukkulenten Wurzeln und wird bis 30 Zentimeter hoch. Die rosettig angeordneten, einfachen und apfelgrünen Laubblätter haben eine herzförmige bis kreisrunde Spreite. Sie besitzen seicht gekerbt bis eingeschnittene Lappen und haben einen gekerbten bis winzig gekerbten Rand. Die Blätter verströmen einen süßen Apfel-Minzen-Duft. 

### Generative Merkmale
Der Blütenstand ist verzweigt und bildet Teilblütenstände mit jeweils 4 bis 10 Einzelblüten aus. Der außergewöhnlich schlanke Blütenstiel ist im Allgemeinen kürzer als der grüne und an der Basis verdickte Blütenbecher. Die lanzettlichen Kelchblätter sind grün und haben weiße Ränder. Das obere ist gerade ausgebildet, die unteren 4 sind um 180 Grad zurückgebogen. Die 5 Blütenblätter sind weiß bis hellrosa gefärbt. Die oberen 2 sind spatelig und stehen eng beieinander. Sie haben eine purpurfarbene federartige Markierung und sind zur Spitze hin um 90 Grad zurückgebogen. Die unteren 3 verkehrt eiförmigen Blütenblätter sind schmal genagelt und ab der Basis um 60 Grad zurückgebogen. In der Blüte stehen 7 fertile Staubblätter in 3 verschiedenen Längen. Sie sind kürzer als die Kelchblätter.

### Chromosomenzahl
Die Chromosomenzahl beträgt 2n = 16.

## Verbreitung und Standort
Die Heimat der Pflanzen sind die südafrikanischen Provinzen Westkap und Ostkap.

## Verwendung
Die Blätter sind in Deutschland als Zutat in Quittengelee und -konfitüre zugelassen.